# ピアス・アロー作戦
ピアス・アロー作戦 (英語: Operation Pierce Arrow)は、ベトナム戦争において行われたアメリカ軍の軍事作戦である。
アメリカ海軍の駆逐艦マドックスがトンキン湾の公海上にて情報収集を行っていたとき攻撃を受け軽傷を負ったいわゆるトンキン湾事件への対応として、ジョンソン大統領は8月5日に開始されるピアス・アロー作戦の発動を命令した。この作戦は空母タイコンデロガおよびコンステレーションから飛び立つ航空機の64ソーティに及ぶハロン、ベントゥイ、ロックチャオ、クアンケーの水雷艇基地およびヴィンの石油貯蔵施設に対する攻撃で構成される。アメリカ軍は2機の航空機を対空砲火において失い一名が戦死、またA-4スカイホークのパイロットであるエヴェレット・アルバレスJr少尉が捕虜となった。この作戦で25隻のP-4型魚雷艇とヴィンの石油貯蔵施設の90%を破壊したと予想されている。
これはアメリカ軍による北ベトナムが南においてゲリラ戦を行うのに必要な兵力・軍需物資・インフラを撃滅する試みとして行われた航空作戦の始まりであった。ピアス・アロー作戦に続き1965年2月7日から11日のフレイミング・ダート作戦、1965年3月2日から1968年10月31日のローリング・サンダー作戦、1972年5月9日から10月22日のラインバッカー作戦、1972年12月18日から29日のラインバッカーII作戦などが行われていくこととなる。